# Syllimnophora atra
Syllimnophora atra är en tvåvingeart som först beskrevs av Stein 1904.  Syllimnophora atra ingår i släktet Syllimnophora och familjen husflugor. Inga underarter finns listade i Catalogue of Life.